# Норрістаун (Пенсільванія)
Норрістаун (англ. Norristown) — місто (англ. borough) в США, в окрузі Монтгомері штату Пенсільванія. Населення — 35 748 осіб (2020).

## Географія
Норрістаун розташований за координатами 40°7′19″ пн. ш. 75°20′24″ зх. д. / 40.12194° пн. ш. 75.34000° зх. д. (40.122076, -75.339870). За даними Бюро перепису населення США в 2010 році місто мало площу 9,35 км², з яких 9,12 км² — суходіл та 0,23 км² — водойми.

## Демографія
Згідно з переписом 2010 року, у селищі мешкали 34 324 особи в 11 963 домогосподарствах у складі 7498 родин. Густота населення становила 3673 особи/км². Було 13420 помешкань (1436/км²).
Расовий склад населення:
| - 40,9 % — білих - 35,9 % — чорних або афроамериканців - 2,1 % — азіатів - 0,4 % — корінних американців - 0,1 % — вихідців з тихоокеанських островів - 16,0 % — осіб інших рас |

До двох чи більше рас належало 4,6 %. Частка іспаномовних становила 28,3 % від усіх жителів.
За віковим діапазоном населення розподілялося таким чином: 26,2 % — особи молодші 18 років, 64,7 % — особи у віці 18—64 років, 9,1 % — особи у віці 65 років та старші. Медіана віку мешканця становила 31,2 року. На 100 осіб жіночої статі у селищі припадало 99,3 чоловіків; на 100 жінок у віці від 18 років та старших — 98,4 чоловіків також старших 18 років.
Середній дохід на одне домашнє господарство становив 55 299 доларів США (медіана — 41 856), а середній дохід на одну сім'ю — 59 782 долари (медіана — 47 396). Медіана доходів становила 37 590 доларів для чоловіків та 36 296 доларів для жінок. За межею бідності перебувало 23,2 % осіб, у тому числі 31,0 % дітей у віці до 18 років та 15,4 % осіб у віці 65 років та старших.
Цивільне працевлаштоване населення становило 15 857 осіб. Основні галузі зайнятості: освіта, охорона здоров'я та соціальна допомога — 23,9 %, науковці, спеціалісти, менеджери — 15,3 %, будівництво — 12,0 %, роздрібна торгівля — 10,3 %.

## Персоналії
- Пітер Бойл (1935—2006) — американський актор.